# Gracilicera
Gracilicera är ett släkte av tvåvingar. Gracilicera ingår i familjen parasitflugor.
Kladogram enligt Catalogue of Life:
| Gracilicera | \| \| Gracilicera monticola \| \| \| \| \| \| Gracilicera pallipes \| \| \| \| \| \| Gracilicera politiventris \| \| \| \| |
|             | \| \| Gracilicera monticola \| \| \| \| \| \| Gracilicera pallipes \| \| \| \| \| \| Gracilicera politiventris \| \| \| \| |
|             | Gracilicera monticola |
|             | |
|             | Gracilicera pallipes |
|             | |
|             | Gracilicera politiventris                                                                                                  |
|             | |